# Normie Smith
Norman Eugene „Normie“ Smith (* 18. März 1908 in Toronto, Ontario; † 2. Februar 1988) war ein kanadischer Eishockeytorwart, der von 1931 bis 1945 für die Montreal Maroons und Detroit Red Wings in der National Hockey League spielte. 

## Karriere
Smith spielte in der Saison 1930/31 für die Montreal AAA und die Windsor Bulldogs, bevor er zur Saison 1931/32 bei den Montreal Maroons sein Debüt in der NHL gab. Gemeinsam mit James Walsh bildete er das Torwartgespann der Maroons. Die nächsten Jahre spielte er wieder für die Windsor Bulldogs in der International Hockey League. Im September 1934 gaben die Maroons ihn an die St. Louis Eagles ab, die ihn sofort zu den Detroit Red Wings weiter transferierten.
Nach einem weiteren Jahr in der IHL, nun bei den Detroit Olympics, schaffte er bei den Red Wings den Durchbruch. Er stand beim denkwürdigen 1:0-Sieg in den Playoffs gegen sein ehemaliges Team aus Montreal im Tor und hielt alle 92 Schüsse auf sein Tor, bevor Mud Bruneteau das längste Spiel der NHL-Geschichte mit seinem Treffer nach 176:30 Minuten beendete. Er gab dem Team den nötigen Rückhalt um den Stanley Cup erstmals nach Detroit zu holen. Im folgenden Jahr wurde er mit der Vezina Trophy ausgezeichnet und ins NHL All-Star Team gewählt. Mit den Red Wings konnte er den Stanley Cup verteidigen. Kurz nach Beginn der Saison 1938/39 kam es zum Streit mit Jack Adams, dem General Manager der Wings. Er wurde für Tiny Thompson an die Boston Bruins abgegeben. Dort sah er keine Möglichkeit, sich gegen Frank Brimsek durchzusetzen, und beendete seine Karriere. 
Als es wegen des Zweiten Weltkriegs zu Engpässen im Kader der Red Wings kam, half er in den Spielzeiten 1943/44 und 1944/45 noch in einigen Partien aus. Nach Ende seiner Karriere arbeitete er für den Automobilkonzern Ford. Seinen Ruhestand verbrachte er in Florida.

## Sportliche Erfolge
- Stanley Cup: 1936 und 1937

### Persönliche Auszeichnungen
- First All-Star Team: 1937
- Vezina Trophy: 1937